# Ла-Ханда
Ла-Ханда (исп. La Janda)  — район (комарка) в Испании, входит в провинцию Кадис в составе автономного сообщества Андалусия.

## Муниципалитеты
| Муниципалитет          | Население | Площадь, км² | Плотность населения чел./км² |
| ---------------------- | --------- | ------------ | ---------------------------- |
| Алькала-де-лос-Гасулес | 5.650     | 479          | 11,80                        |
| Барбате                | 22.602    | 142          | 159,17                       |
| Беналуп-Касас-Вьехас   | 6.865     | 58           | 118,36                       |
| Кониль-де-ла-Фронтера  | 19.890    | 87           | 228,62                       |
| Медина-Сидония         | 11.166    | 493          | 22,65                        |
| Патерна-де-Ривера      | 5.443     | 14           | 388,79                       |
| Вехер-де-ла-Фронтера   | 12.801    | 264          | 48,49                        |